# Attacco al convoglio n° 20
L'attacco al convoglio n° 20 avvenne il 19 aprile 1943 per mano di alcuni membri della Resistenza belga che fermarono un treno dell'Olocausto, diretto al campo di concentramento di Auschwitz dal campo di transito di Mechelen, liberando subito alcuni ebrei; all'indomani dell'attacco anche molti altri riuscirono a scappare, complessivamente 233 persone, di cui sopravvissero 118. I restanti furono uccisi durante la fuga o catturati nel breve tempo.
L'attacco fu un tentativo insolito della Resistenza di liberare i deportati ebrei e rimase l'unica evasione di massa da un treno dell'Olocausto.

## Contesto storico
Nel 1940 in Belgio vivevano tra 70.000 e 75.000 ebrei. Pochi erano i residenti di lunga data, molti entrarono nel paese durante il periodo tra le due guerre per sfuggire alle persecuzioni in Germania e nell'Europa orientale. Subito dopo l'invasione tedesca del Belgio, nel maggio 1940, le autorità di occupazione tedesche introdussero una serie di leggi antiebraiche.
Nel 1942 fu introdotto l'obbligo della stella di David gialla per tutti gli ebrei belgi. Nell'agosto 1942, nell'ambito delle operazioni legate alla soluzione finale, iniziò la deportazione verso i campi di concentramento e di sterminio dell'Europa orientale con i convogli ferroviari.
Il 46% dei deportati passò dal campo di transito di Mechelen, mentre altre 5.034 persone furono deportate attraverso il campo di internamento di Drancy, vicino a Parigi. Il Reichssicherheitshauptamt (RSHA) di Berlino si occupò dell'organizzazione del trasporto e il capo della caserma Dossin (sammellager) preparò la lista dei convogli cartacea in triplice copia: la prima per l'ufficiale di polizia incaricato della sicurezza durante il trasporto, la seconda per il sammellager di Mechelen e la terza per il dipartimento BSD di Bruxelles. 
Poiché tutte queste copie sono state conservate, gli storici sono stati in grado di tracciare e mappare tutti i trasporti verso i campi di concentramento. Dall'estate del 1942 al 1944 ventotto mezzi di trasporto partirono dal Belgio per portare 25.257 ebrei e 351 rom nell'Europa orientale. La destinazione solitamente fu Auschwitz-Birkenau.

## L'attacco al treno

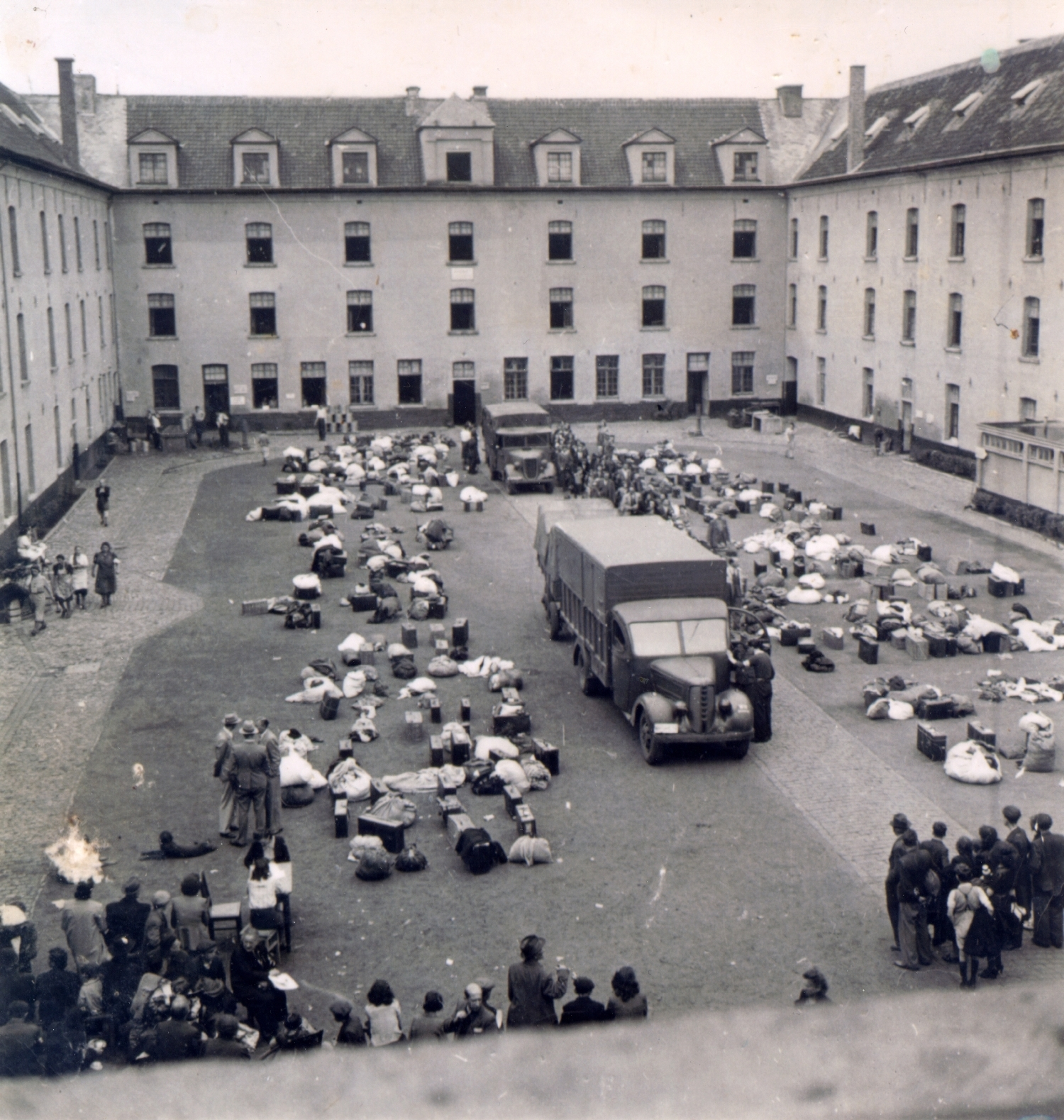
I camion tedeschi lasciano la caserma Dossin

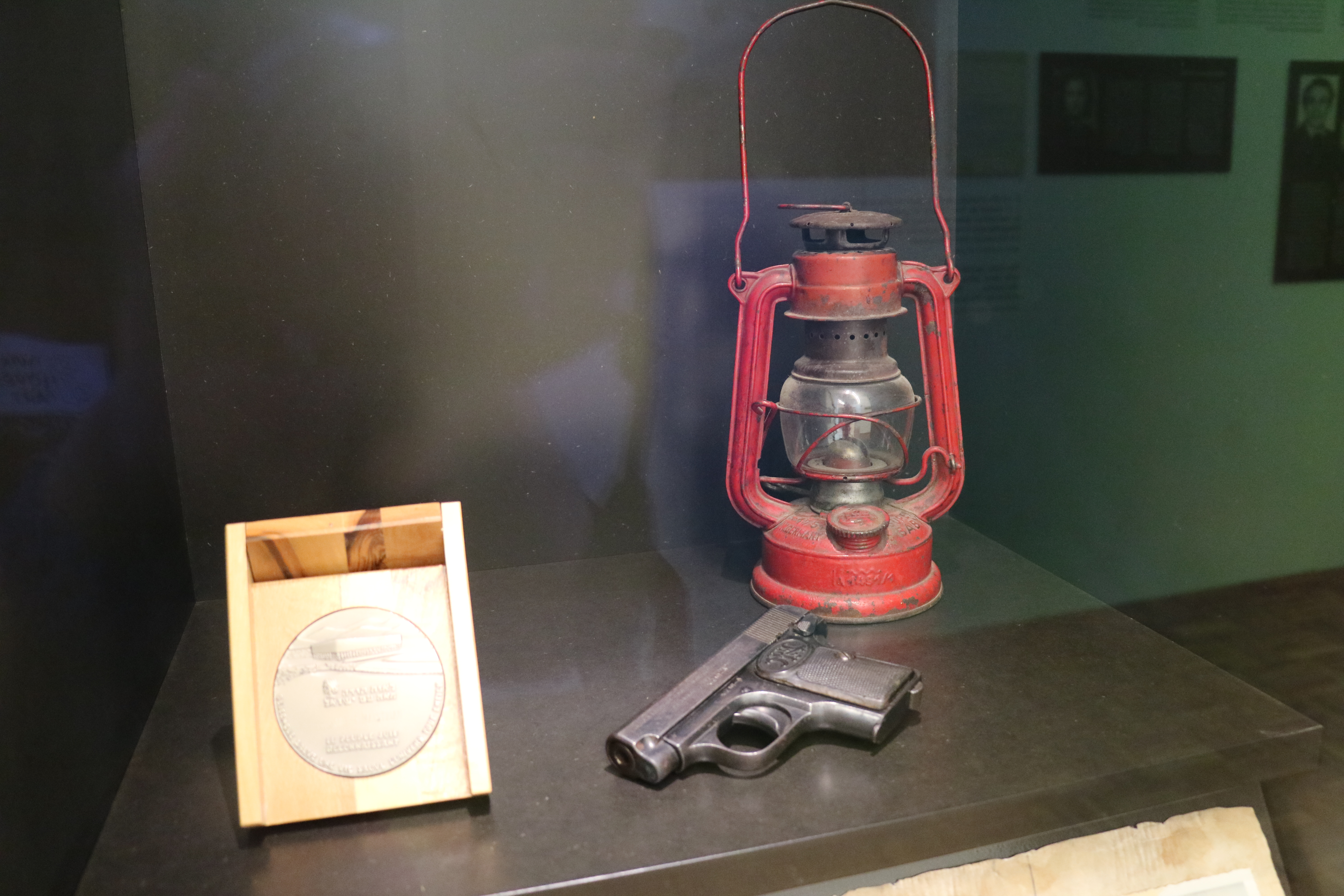
Oggetti usati durante l'attacco, ora nella collezione del Museo Kazerne Dossin in Belgio

Il 19 aprile 1943 il convoglio lasciò il campo di transito di Mechelen con 1.631 persone tra uomini, donne e bambini ebrei. Per la prima volta le carrozze di terza classe furono sostituite dai carri merci con del filo spinato sui finestrini. Fu aggiunto un carro speciale, il Sonderwagen, con 19 ebrei (18 uomini e una donna) membri della Resistenza e fuggitivi dai trasporti precedenti. Questi prigionieri della "lista speciale" furono contrassegnati sul retro dei vestiti con una croce dipinta di rosso; in questo modo le guardie potevano riconoscerli ed ucciderli immediatamente all'arrivo ad Auschwitz. Alla fine tre prigionieri scapparono dal carro, un quarto fu colpito.
Tre giovani studenti e membri della Resistenza belga, tra cui un medico ebreo, Youra Livchitz, e i suoi due amici non ebrei, Robert Maistriau e Jean Franklemon, armati di una pistola, una lanterna e della carta rossa per creare una lanterna rossa improvvisata da utilizzare come segnale di pericolo, riuscirono a fermare il treno sul binario Mechelen-Leuven, tra i comuni di Boortmeerbeek e Haacht. Il convoglio era controllato da un ufficiale e da altri quindici uomini della Sicherheitspolizei; nonostante queste misure di sicurezza, Maistriau riuscì ad aprire un carro e a liberare 17 persone.
Altri prigionieri fuggirono dal convoglio senza alcun legame con l'attacco. Il macchinista, Albert Dumon, fece tutto il possibile per mantenere il ritmo di viaggio più lento tra Tienen e Tongeren, fermandosi ogni volta che era fattibile e giustificabile per consentire a più persone possibile di saltare dal treno senza ammazzarsi; in tutto, riuscirono a fuggire dal treno 233 persone; 89 furono ricatturate e rimesse in viaggio sui convogli successivi; altri 26 furono uccisi (fucilati o cadendo), mentre 118 riuscirono a salvarsi.
Il più giovane tra i fuggitivi fu Simon Gronowski di soli 11 anni di età; Regine Krochmal, un'infermiera appartenente alla Resistenza, all'epoca diciottenne, scappò saltando dal treno vicino a Haacht dopo aver tagliato le sbarre di legno poste davanti alla presa d'aria con un coltello per il pane. Entrambi sopravvissero alla guerra.

### Viaggio successivo
Il 22 aprile 1943 il treno arrivò ad Auschwitz. Durante la selezione furono assegnati solo 521 numeri divisi tra 276 uomini e 245 donne, di cui sopravvissero solo 150. Le restanti 874 persone non selezionate furono immediatamente uccise nelle camere a gas di Auschwitz II-Birkenau.
Si ritiene che in seguito alla fuga una percentuale insolitamente alta di prigionieri sia stata uccisa all'arrivo nel campo. Il 70% delle prigioniere furono uccise immediatamente nelle camere a gas, mentre gli altri furono assegnati alla sperimentazione medica.

## Conseguenze
L'attacco rappresentò un modo insolito adottato dalla Resistenza per liberare i deportati e segnò l'unica evasione di massa da parte dei deportati stessi. Il ventesimo convoglio fu un trasporto eccezionalmente grande e il primo a utilizzare i vagoni merci recintati da filo spinato (i trasporti precedenti utilizzavano i carri di terza classe che rendevano facile scappare dai finestrini). Dopo il ventesimo, ogni convoglio fu scortato da una compagnia di riserva tedesca fino al confine della Germania.
I tre membri della resistenza che eseguirono il raid furono:
- Youra Livchitz (1917-1944). Un mese dopo l'attacco fu arrestato dalla Gestapo. Riuscì a sopraffare la guardia, indossò la sua uniforme e fuggì dal quartier generale della Gestapo a Bruxelles. Il 26 giugno 1943 Livchitz e suo fratello Alexander furono fermati dalla Feldgendarmerie; nell'auto con cui viaggiavano furono trovate delle armi e i due furono arrestati. Il 17 febbraio 1944 Youra Livchitz fu fucilato a Schaerbeek.
- Jean Franklemon (1917-1977). Fu arrestato il 4 agosto 1943 e imprigionato a Fort Breendonk. Il 14 marzo 1944 la corte marziale tedesca lo condannò a sei anni di reclusione. Nell'aprile 1944 fu trasportato nel campo di concentramento di Sonnenburg come prigioniero Nacht und Nebel. Nel novembre 1944 fu trasferito a Sachsenhausen. Dopo la liberazione Franklemon rimase a vivere in Germania dove morì nel 1977.
- Robert Maistriau (1921-2008). Dopo l'attacco fuggì nella foresta delle Ardenne dove si nascose con i partigiani per sette mesi. Partecipò a La Grande Coupure, un'azione di resistenza che il 15 gennaio 1944 distrusse 20 tralicci dell'elettricità. Il 20 marzo 1944 fu arrestato dalla Sicherheitspolizei e fu trattenuto a Fort Breendonk prima di essere trasportato a Buchenwald. Dopo ulteriori periodi passati nei campi di concentramento vicino a Harzungen (un sottocampo di Mittelbau-Dora) ed Elrich, fu trasferito a Bergen-Belsen dove fu liberato il 15 aprile 1945. Si trasferì nel Congo belga nel 1949. Morì nel 2008 a Woluwe-Saint-Lambert.

In ricordo di questa azione della Resistenza, nel 1993 fu inaugurato un memoriale nei pressi della stazione ferroviaria di Boortmeerbeek: rappresenta il ricordo dell'Olocausto e il trasporto dei 25.483 ebrei e 351 rom attraverso la ferrovia Mechelen-Leuven fino ai campi di concentramento.

### Approfondimenti
- (EN) Marc Michiels e Mark Van den Wijngaert, Het XXste transport naar Auschwitz: de ongelijke strijd op leven en dood, Antwerp, Standard Uitgeverij, 2012, ISBN 9789022327173.
- (EN) Marion Schreiber, The Twentieth Train: the True Story of the Ambush of the Death Train to Auschwitz, 1st US, New York, Grove Press, 2003, ISBN 978-0-8021-1766-3.